# 890-е годы до н. э.
890-е (восемьсо́т девяно́стые) го́ды до на́шей э́ры по пролептическому юлианскому календарю — промежуток времени с 1 января 899 года до н. э. по 31 декабря 890 года до н. э., включающий с 899 по 891 годы 1-го десятилетия  и 890 год 2-го десятилетия IX века 1-го тысячелетия до н. э. Им предшествовали 900-е годы до н. э., за ними следовали 880-е годы до н. э. Они закончились 2915 лет назад.

## Датированные события
О принципах датировки см. IX век до н. э.
- Ок. 900 — умер царь Восьмой Вавилонской династии Шамаш-мудаммик, на престол взошёл Набу-шум-укин I.
- 900 — умер царь Чжоу Гун-ван, ему наследовал сын Цзянь (И-ван I, эра правления 899—892).
- 899 (1-й год И-вана I) — согласно «Гу бэнь чжу шу цзи нянь», в этот год «Небо дважды расцветало в Чжэн»[1].
- 897 (15-й год Асы[2]) — жертвоприношение, устроенное царём Иудеи Асой.
- 897 (или 888) — умер царь Тира Астарим, на престол взошёл его брат Фелит.
- 896 (или 887) — свергнут царь Тира Фелит, на престол взошёл жрец Астарты Итобаал I.
- Ок. 896 — победа Адад-нирари II над вавилонянами.
- 895 — поход Адад-нирари II на помощь Кумме против Хабху.
- 894 (или 889) — умер верховный жрец Амона Шешонк (II), жрецом стал Иулот, сын Осоркона I.
- 894 — Новый поход Адад-нирари II на помощь Кумме против Хабху.
- 892 (30-й год Осоркона I) — празднование фараоном хеб-седа.
- 892 — Умер царь Чжоу И-ван I, ему наследовал его брат Пи-фан[3] (Сяо-ван, эра правления 891—886).
- 891 — Умер царь Ассирии Адад-нирари II; ему наследовал сын Тукульти-Нинурта II.